# Audi 50
El Audi 50 es un modelo de turismo del segmento B producido por la empresa alemana Audi entre 1974 y 1978, siendo comercializado únicamente en Europa.

## Historia
El modelo fue diseñado por Claus Luthe y presentado en el Salón del Automóvil de París en 1974. Se construyó en la fábrica de Audi en Neckarsulm, Alemania, poniéndose a la venta a finales del mismo año.

## Características técnicas
Su mecánica era muy similar a la del Volkswagen Golf, con un sistema de suspensión frontal MacPherson interconectado a las ruedas traseras. 
En su lanzamiento se ofrecía como un modelo compacto de tres puertas. Poseía motor Volkswagen EA111 de gasolina de 1093 cm³ y 50 cv de potencia en su modelo LS y 60 cv de potencia en su modelo GL. El vehículo fue muy popular en Europa, debido a sus especificaciones técnicas y a un precio relativamente bajo para su época. Posteriormente se comercializó el modelo básico L con motor de 895 cm³ y 34 cv de potencia, así como el modelo GLS con motor de 1272 cm³ y 60 cv.

## Fin del Audi 50
En 1975 Volkswagen presentó su modelo Volkswagen Polo, comercializándolo con una mayor variedad de motores. Durante tres años se vendieron los dos vehículos, pero como el Polo era más económico, llegó a superarle en ventas, por lo que Audi suspendió la fabricación del Audi 50 en 1978 después de haber fabricado 180.828 unidades.
Audi no había vuelto a comercializar un modelo de esta gama, hasta el lanzamiento del Audi A1 en el año 2010.

## Galería

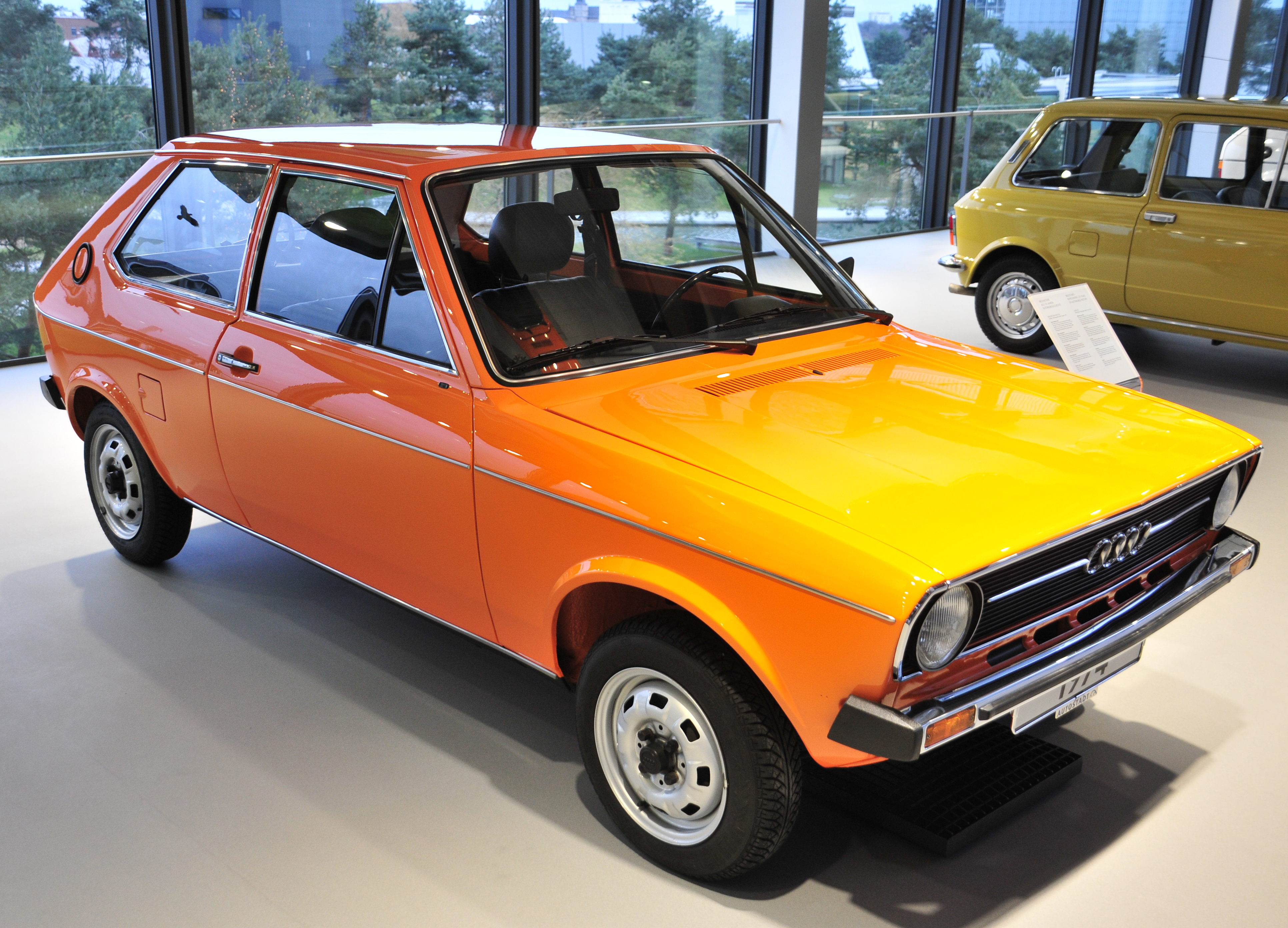
Frontal
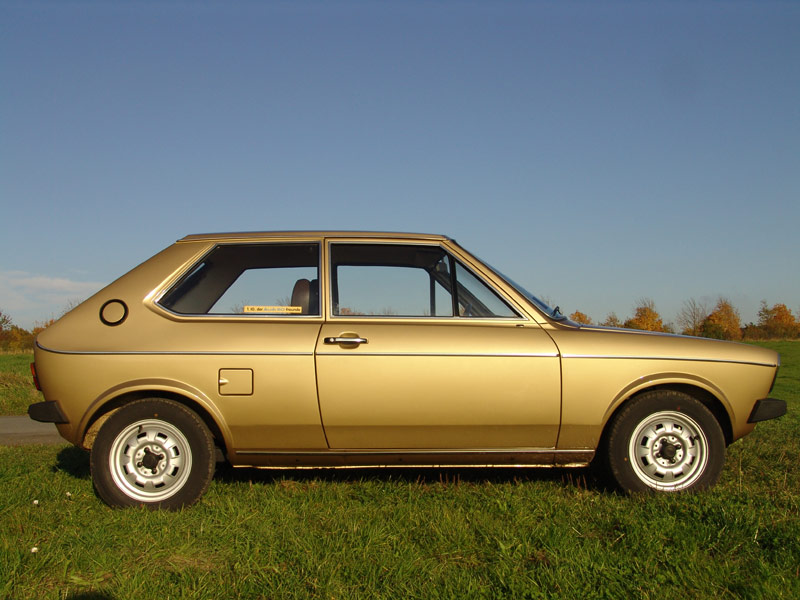
Lateral
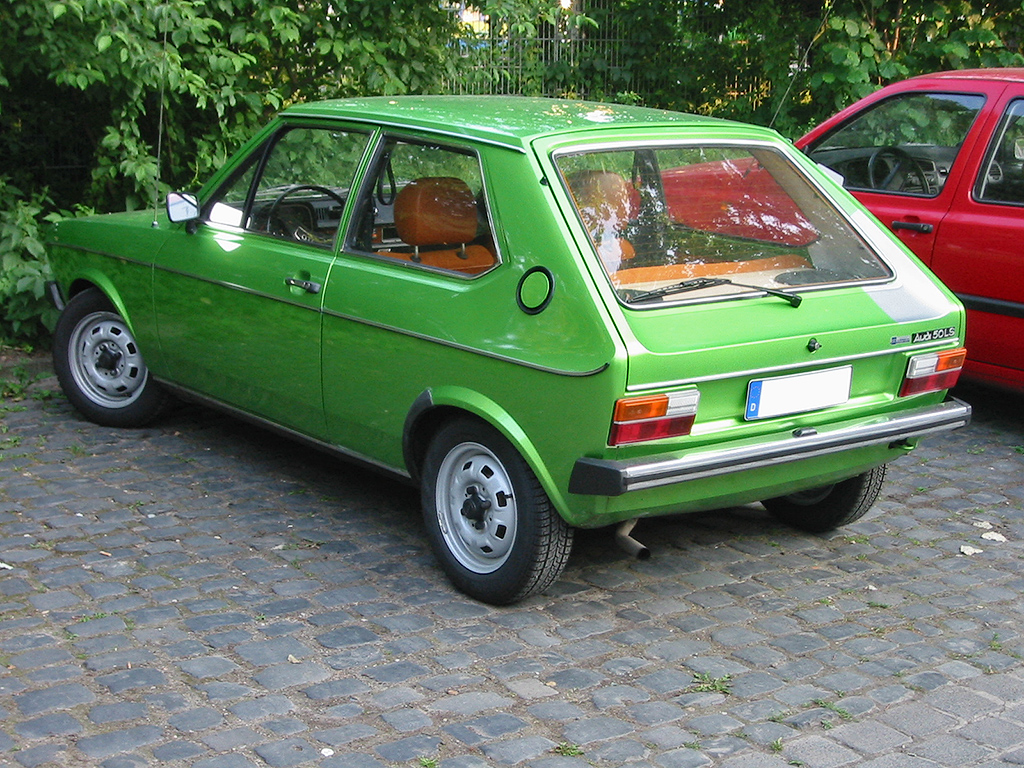
Trasera